# 内山隆
内山 隆（うちやま たかし、1974年（昭和49年）8月18日 - ）は、日本の体操選手。

## 経歴・人物
埼玉県本庄市出身。本庄市立本庄東小学校、本庄市立本庄東中学校、清風高等学校を経て、日本体育大学所属。1996年アトランタオリンピックに出場した。